# Paraclisi
La paràclisi o paràcliso, che deriva dal greco paráklēsis, ovvero invocazione, supplica, è una lunga ed antica preghiera del Cristianesimo, usata come ufficio di supplica nei momenti di difficoltà e per la pietà personale, ancora oggi utilizzato dalla Chiesa ortodossa.
Il corpo centrale della preghiera è il Salmo 51 (50) della Bibbia, unito al paraklētikòs, un canone composto da brani liturgici detti Tropus (o Tropi o Tropari) e spesso dedicato alla Madre di Dio.